# Antón García Abril
Antón García Abril (Teruel, 19 de mayo de 1933-Madrid, 17 de marzo de 2021) fue un compositor y músico español, autor de música orquestal, música de cámara, obras vocales y bandas sonoras para películas y series de televisión.

## Biografía
Nace en Teruel en 1933. Fue su padre, músico de banda, quien le enseñó solfeo y además lo metió en su banda de música. Es así como Antón García Abril empezó en el mundo de la música. «Después me compraron un piano y fue cuando descubrí otro mundo». Comenzó sus estudios de música en los conservatorios de Valencia y Madrid, tras lo cual se marchó al extranjero para completar su formación. Así, por ejemplo, recibió clases de composición en la Academia Chigiana de Siena. Posteriormente estudió en Roma gracias a una beca de la Fundación Juan March.
Entre 1974 y 2003 fue catedrático de Composición y Formas Musicales del Real Conservatorio Superior de Música de Madrid. En 1982 fue elegido miembro de la Real Academia de Bellas Artes de San Fernando de Madrid y en 2008 fue nombrado miembro de la Real Academia de Bellas Artes de San Carlos de Valencia. Asimismo, es Presidente de Honor de la Real Academia de Nobles y Bellas Artes de San Luis, de Zaragoza. Es Premio Nacional de Música de España y en 2006 recibió el VII Premio Iberoamericano de la Música Tomás Luis de Victoria, considerado el equivalente al Cervantes de la música clásica.
En 2002, recibió el premio sol mayor, uno de los premios musicales que se otorgan a músicos ilustres aragoneses más reconocido a nivel nacional e  internacional. En 2014, recibió el premio FIMUCITÉ del Festival Internacional de Música de Cine de Tenerife, que, además, desde dicha edición lleva su nombre. En dicho festival (FIMUCITÉ 8) dedicaron parte de una jornada a su música.
En octubre de 2014, recibió la medalla de oro de la academia de cine en reconocimiento a su obra. En el mismo año recibió el Premio Especial a una Trayectoria en los XV Premios de la Música Aragonesa.
Falleció el 17 de marzo de 2021 en Madrid, a los 87 años de edad por COVID-19.
Es padre del arquitecto Antón García-Abril Ruiz.

## Obra
Compuso obras orquestales, música de cámara y obras vocales. Es importante reseñar su faceta como autor de música para cine y series de televisión como El hombre y la Tierra de Félix Rodríguez de la Fuente, Los camioneros, Sor Citroën, Curro Jiménez, Fortunata y Jacinta, Anillos de oro, Segunda enseñanza, Brigada Central, Ramón y Cajal, La ciudad no es para mí, El turismo es un gran invento, Compuesta y sin novio, Réquiem por Granada y El padre de la criatura. 
En 1966 realizó la banda sonora de la película Texas addio, un spaghetti western protagonizado por Franco Nero. En el año 1969 trabajó junto al cineasta madrileño Rafael Romero Marchent en la banda sonora de la película Manos torpes, otro spaghetti western.
Dentro de la música para voz y piano destacan sus canciones llevadas al disco de forma magistral por Ainhoa Arteta.
Compuso el himno de Aragón por encargo de las Cortes de Aragón, y que es actualmente el himno oficial de Aragón desde 1989.
Su obra concertística, de carácter eminentemente sinfónico, pretende continuar la tradición nacionalista española con los adelantos vanguardistas del momento. Pese a todo, en los últimos años la música de García Abril parece tender más al nacionalismo que a la vanguardia. Se consideraba un estudioso y admirador de la melodía, a la cual suele adornar con frecuentes cambios de ritmo y una orquestación generalmente explosiva. En 2014 recibe la Medalla de Oro de la Academia de las Artes y las Ciencias Cinematográficas de España por su contribución a las bandas sonoras.

## Selección de composiciones
- Doce canciones sobre texto de Rafael Alberti (para voz y orquesta, 1969)
- Hemeroscopium (para orquesta, 1972)
- Concierto aguediano (para guitarra amplificada y orquesta, 1976)
- Concierto mudéjar (para guitarra y orquesta de cuerdas, 1986)
- Vademecum (colección de 24 piezas para guitarra, 1987)
- Divinas palabras (ópera, 1992)
- Concierto para piano y orquesta (1994)
- Nocturnos de la Antequeruela (para piano y orquesta, 1996)
- Concierto de las tierras altas (para violonchelo y orquesta, 1999)
- Alba de los caminos (para quinteto de cuerda y piano, 2007)
- Cantos de Ordesa, Concierto para viola y orquesta (2012)
- “Cantos del plenilunio” (para flauta y piano)

### Música para cine y televisión
Entre 1956 y 1994 más de 150 composiciones para el cine y la televisión, destacando:
- Banda sonora de la película Las muchachas de azul (1957)
- Banda sonora de la película Los económicamente débiles (1960)
- Banda sonora de la película Trío de damas (1960)
- Banda sonora de la película Un ángel tuvo la culpa (1960)
- Banda sonora de la película Franco: ese hombre (1964)
- Banda sonora de la película La chica del trébol (1964)
- Banda sonora de la película La ciudad no es para mí (1965)
- Banda sonora de la película Texas, adiós (1966)
- Banda sonora de la película Sor Citroen (1967)
- Banda sonora de la película Los guardiamarinas (1967)
- Banda sonora de la película Los chicos del Preu (1967)
- Banda sonora de la película No desearás la mujer de tu prójimo (1968)
- Banda sonora de la película El turismo es un gran invento (1968)
- Banda sonora de la película Manos torpes (1969)
- Banda sonora de la película Crimen imperfecto (1970)
- Banda sonora de la película Vente a Alemania, Pepe (1971)
- Banda sonora de la película Las Ibéricas F.C. (1971)
- Banda sonora de la película Black story (La historia negra de Peter P. Peter) (1971)
- Banda sonora de la película La graduada (1971)
- Banda sonora de la serie de TVE Los camioneros (1972)
- Banda sonora de la película El padre de la criatura (1972)
- Banda sonora de la película Celos, amor y Mercado Común (1973)
- Banda sonora de la película La curiosa (1973)
- Banda sonora de la serie de TVE El hombre y la Tierra (1974)
- Banda sonora de la película Largo retorno (1975)
- Banda sonora de la película El alegre divorciado (1976)
- Banda sonora de la película Vota a Gundisalvo (1977)
- Banda sonora de la serie de TVE La España de los Botejara (1978)
- Banda sonora de la película Rocky Carambola (1979)
- Banda sonora de la película Historia de 'S' (1979)
- Banda sonora de la serie de TVE Fortunata y Jacinta (1980)
- Banda sonora de la serie de TVE Cervantes (1981)
- Música para la película El cabezota (1982)
- Banda sonora de la serie de TVE La máscara negra (1982)
- Banda sonora de la serie de TVE  Ramón y Cajal (1982)
- Banda sonora de la serie de TVE Los desastres de la guerra (1983)
- Banda sonora de la serie de TVE Anillos de oro (1983)
- Banda sonora de la película Los santos inocentes (1984)
- Banda sonora de la película Monsignor Quixote (1985)
- Banda sonora de la serie de TVE Segunda enseñanza (1986)
- Banda sonora de la serie de TVE Brigada Central (1989)

## Premios
Medallas del Círculo de Escritores Cinematográficos
| Año  | Categoría    | Película          | Resultado |
| ---- | ------------ | ----------------- | --------- |
| 1968 | Mejor música | Labor de conjunto | Ganador   |
| 1982 | Mejor música | La colmena        | Ganador   |

Premios Simón
| Año  | Categoría      | Resultado |
| ---- | -------------- | --------- |
| 2015 | Simón de honor | Ganador   |